# Akai Namida/Beehive
«Akai Namida/Beehive» (赤い涙/Beehive, Lágrimas rojas/Beehive) es el tercer maxisencillo de Mami Kawada y fue publicado el 9 de mayo de 2007. 
Akai Namida fue utilizada como una canción inserta en la película de Shakugan no Shana. Este sencillo alcanzó el puesto número #21 en la lista Oricon y ha vendido un total de 10 160 copias.

## Canciones
1. «Akai Namida» - 4:19
Composición: Tomoyuki Nakazawa
Arreglos: Tomoyuki Nakazawa
Letra: Mami Kawada
2. «Beehive» - 4:18
Composición: Tomoyuki Nakazawa
Arreglos: Tomoyuki Nakazawa, Takeshi Ozaki
Letra: Mami Kawada
3. «Akai Namida» (instrumental) - 4:19
4. «Beehive» (instrumental) - 4:16

- Datos: Q1047231